# Чернышевич, Аркадий Дмитриевич
Аркадий Дмитриевич Чернышевич (бел. Аркадзь Дзмітрыевіч Чарнышэвіч; 26 июля [8 августа] 1912, Кулаки, Минская губерния — 18 января 1967, Минск) — белорусский советский писатель

, детский писатель и педагог; член Союза писателей БССР и Союза писателей СССР.

## Биография
Аркадий Чернышевич родился 8 августа 1912 года в селе Кулаки Слуцкого уезда Минской губернии Российской империи в крестьянской семье. По окончании в 1928 году семилетки в посёлке Старобин помогал родителям по хозяйству. Одновременно с этим юноша подготовил и отправил в Белорусское государственное издательство (ныне издательство Беларусь) небольшой сборник рассказов «Дома оживают» (бел. Хаты ажываюць), но он тогда не был принят к печати. Литературный дебют писателя состоялся в 1927 году в журнале «Чырвоны сейбіт».
В 1930 году отца раскулачили и отправили на строительство Беломорско-Балтийского канала, а семью вывезли в Кочёвский район Коми-Пермяцкого округа РСФСР. Там в селе Усть-Янчер А. Д. Чернышевич работал лесником, строителем, затем заведующим местным магазином и учителем в местной начальной школе.
В 1940 году Аркадий Дмитриевич Чернышевич заочно окончил Кудымкарское педагогическое училище, и в этом же году его произведения были изданы в журнале «Пламя революции» (бел. Полымя рэвалюцыі). Следует понимать, что это было время политических репрессий в СССР и для того, чтобы какой-либо издатель рискнул опубликовать произведения сына «врага народа», они должны были быть очень талантливыми.
В 1950 году Аркадий Дмитриевич Чернышевич вернулся на малую родину и был назначен директором сперва Насовицкой, а затем Свирской начальных школ Мядельского района Белорусской ССР.
А. Д. Чернышевич стал сперва членом Союза писателей БССР, а в 1954 году был принят и в Союз писателей СССР. В том же году он переехал в Радошковичи, но некоторое время спустя поселился в Минске, где и провёл остаток жизни. На минский период жизни писателя приходится пик его творческой активности. Творчеству Аркадия Чернышевича свойственны точное знание деревенской жизни, крестьянской психологии, тщательная проработка образов и картин белорусской природы, глубокая аналитика и богатый литературный белорусский язык.
Аркадий Дмитриевич Чернышевич умер 18 января 1967 года в городе Минске и был похоронен на Восточном кладбище белорусской столицы.